# Berit Reiss-Andersen
Berit Reiss-Andersen (ur. 11 lipca 1954 w Drøbak) – norweska prawniczka, od 2017 roku przewodnicząca Norweskiego Komitetu Noblowskiego.
W 1981 roku ukończyła studia prawnicze na Uniwersytecie w Oslo. Po ukończeniu studiów pracowała m.in. jako doradca prawny w ministerstwie sprawiedliwości oraz prokurator w policji regionalnej w Oslo. W 1995 roku zdała egzaminy adwokackie przed norweskim sądem najwyższym. W latach 1996–1997 była sekretarzem stanu w ministerstwie sprawiedliwości. W latach 2008–2012 była przewodniczącą Norweskiego Stowarzyszenia Adwokatów.
W 2012 roku została członkinią Norweskiego Komitetu Noblowskiego. W 2015 roku została jego wiceprzewodniczącą po wyborze Kaci Kullmann Five na stanowisko przewodniczącej. W grudniu 2016 uczestniczyła w ceremonii przyznania Pokojowej Nagrody Nobla Juanowi Manuelowi Santosowi, gdy z powodu choroby Five zrezygnowała z udziału w ceremonii. Od lutego 2017, po śmierci Five, pełniła obowiązki przewodniczącego, w maju 2017 została wybrana nową przewodniczącą.
Oprócz ojczystego języka norweskiego posługuje się także angielskim i niemieckim. Jest współautorką dwóch powieści kryminalnych Anne Holt, W jaskini lwa i Uten ekko.